# Низинна тундра Берингії
Низинна тундра Берингії (ідентифікатор WWF: NA1106) — неарктичний екорегіон тундри, розташований на Алясці в США.

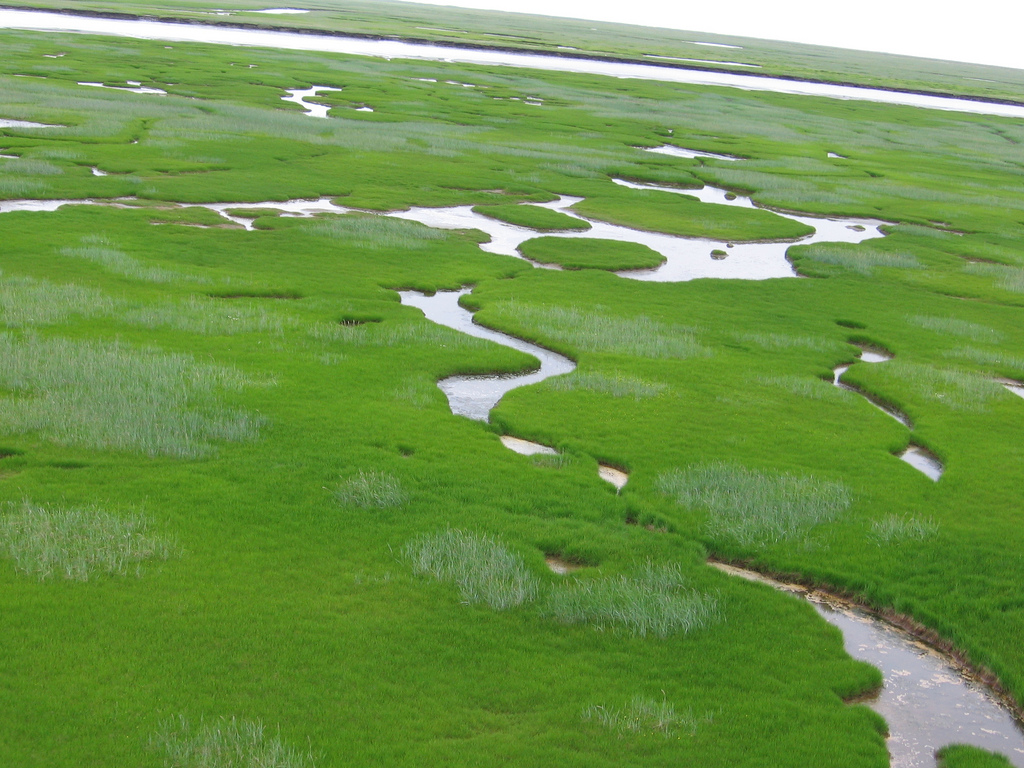
Ландшафт дельти Юкону

## Географія
Екорегіон низинної тундри Берингії охоплює пласкі, вологі низовини, розташовані на заході Аляски, на узбережжях Берингового та Чукотського морів. Дві найбільші частини екорегіону, розділені гірською тундрою Берингії, охоплюють велику заболочену дельту, сформовану річками Юкон та Кускоквім, а також північне узбережжя півострова Аляска та острова Унімак, найбільшого та найсхіднішого з Алеутських островів. На північному заході Аляски екорегіон також охоплює північно-східне узбережжя бухти Нортона, північне узбережжя півострова Сьюард, півострів Болдуїн, який відділяє затоку Коцебу від бухти Хотем, а також дельти річок Кобук та Селавік. Крім того, екорегіон охоплює острови Нунівак, Святого Матвія, Холл, Кінг та східну частину острова Святого Лаврентія в Беринговому морі, а також острови Діоміда в Беринговій протоці. Озера та ставки займають 15-25 % поверхні екорегіону, а загалом водно-болотні угіддя займають від 55 % (на півдні) до 78 % (на півночі) його площі.

## Клімат
На більшій частині екорегіону переважає субарктичний клімат (Dfc або Dsc за класифікацією кліматів Кеппена), який характеризується м'яким, прохолодним літом та холодною і сніжною зимою. Середньодобова мінімальна температура взимку коливається від -25 °C на півночі регіону до -10°C на півострові Аляска. Влітку температура може досягати 18 °C. Середньорічна кількість опадів коливається від 250 мм в районі затоки Коцебу до 860 мм в районі Бристольської затоки. В регіоні поширена багаторічна мерзлота.

## Флора
На рівнинах екорегіону домінують різноманітні осоки та інші трави, а на добре дренованих ділянках, таких як торф'яні пагорби та дюни, зустрічаються карликові чагарники з родини вересових, зокрема чорні водянки (Empetrum nigrum), звичайне багно (Rhododendron tomentosum), брусниці (Vaccinium vitis-idaea), лежачі наскельниці (Kalmia procumbens), альпійські мучниці (Arctous alpina) та ряснолисті андромеди (Andromeda polifolia), а також трав'яні верби (Salix herbacea) та арктичні верби (Salix arctica). У районах з добрим дренажем і сприятливим кліматом поширена лісотундра, основу якої складають чорні ялини (Picea mariana), сизі ялини (Picea glauca), вільхи (Alnus spp.), верби (Salix spp.) та карликові берези (Betula nana). В підліску ростуть трави та чагарнички з родини вересових, а землю вкривають мохи.

## Фауна
Серед поширених в екорегіоні ссавців слід відзначити гризлі (Ursus arctos horribilis), білого ведмедя (Ursus maritimus), барибала (Ursus americanus), канадського вовка (Canis lupus occidentalis), аляскинську лисицю (Vulpes vulpes alascensis), песця (Vulpes lagopus), канадську рись (Lynx canadensis), канадську видру (Lontra canadensis), горностая (Mustela erminea), малу ласицю (Mustela nivalis), вівцебика (Ovibos moschatus), аляскинського лося (Alces alces gigas), карибу (Rangifer tarandus groenlandicus), американського зайця (Lepus americanus), аляскинського зайця (Lepus othus) та канадського голкошерста (Erethizon dorsatum). Одні з найбільших популяцій гризлі мешкають у Національному парку Катмай та в районі озера Іліамна. Серед дрібних ссавців, поширених в тундрі регіону, слід відзначити північну рудобоку норицю (Clethrionomys rutilus), американську мідицю (Sorex cinereus), тундрову мідицю (Sorex tundrensis), арктичного ховраха (Urocitellus parryii), північного болотяного лемінга (Synaptomys borealis), лемінга Нельсона(Dicrostonyx nelsoni), болотяну ондатру (Ondatra zibethicus), майже ендемічну мідицю Джексона (Sorex jacksoni) та ендемічну острівну полівку (Microtus abbreviatus). Серед морських ссавців, що зустрічаються в екорегіоні, слід відзначити тихоокеанського моржа (Odobenus rosmarus divirgens), плямистого тюленя (Phoca largha), тихоокеанського звичайного тюленя (Phoca vitulina richardsi), кільчасту нерпу (Pusa hispida hispida), сивуча (Eumetopias jubatus), північного морського котика (Callorhinus ursinus), бородатого лахтака (Erignathus barbatus), крилатку (Histriophoca fasciata) та різноманітних китів.
На островах регіону знаходяться великі колонії морських птахів, а на багатьох водно-болотних угіддях Аляски гніздяться численні водоплавні та коловодні птахи. Дельта Юкону та Кускоквіму є одним з найбільших місць гніздування водоплавних птахів у світі. Тут гніздиться понад мільйон качок та півмільйона гусей, зокрема найбільша у світі популяція чорнодзьобих лебедів (Cygnus columbianus), половина світової популяції чорних казарок (Branta bernicla) та майже 90 % світової популяції білошийців (Anser canagicus). Лагуна Ізембек, розташована на північному узбережжі півострова Аляска, є важливим місцем, де зупиняються численні перелітні птахи. Серед птахів, що гніздяться на прибережних водно-болотних угіддях регіону, слід відзначити аляскинського кульона (Numenius tahitiensis), євразійського хрустана (Charadrius morinellus), малого грицика (Limosa lapponica), буроголову сивку (Pluvialis fulva), полярну пуночку (Plectrophenax hyperboreus) та білу плиску (Motacilla alba). На островах Святого Матвія та Святого Лаврентія гніздиться понад 2 мільйони морських птахів, зокрема малих пухівок (Polysticta stelleri), тонкодзьобих кайр (Uria aalge) та товстодзьобих кайр (Uria lomvia).

## Збереження
Оцінка 2017 року показала, що 98 464 км², або 66 % екорегіону, є заповідними територіями. Природоохоронні території включають: Національний заповідник Берингії, Національний природний заповідник Селавік, Національний природний заповідник дельти Юкону, Національний природний заповідник Тогіак, Національний природний заповідник Ізембек, Національний природний заповідник півострова Аляска, Національний природний заповідник Бочарова, Національний парк Катмай та Аляскинський морський національний природний заповідник.